# 大斯特拉季伊夫卡
48°30′58″N 29°16′12″E / 48.51611°N 29.27000°E
大斯特拉季伊夫卡（烏克蘭語：Велика Стратіївка），是烏克蘭的村落，位於該國西南部文尼察州，由海辛區負責管轄，始建於1600年，面積1.66平方公里，海拔高度171米，2001年人口733。